# Test nizov
Test nizov je psihološki test, namenjen merjenju splošnega faktorja inteligentnosti, ki ga Cattell imenuje fluidna inteligentnost. Avtor testa je slovenski psiholog mag. Vid Pogačnik. Test je prvič izšel leta 1983, dopolnjen priročnik pa je bil izdan leta 1994. Test nizov je neverbalni test hitrosti, tipa papir-svinčnik. Namenjen je mladostnikom (od 10 leta dalje) in odraslim. Testni material sestavljajo testni listi, priročnik in šablone za vrednotenje.

## Opis
Test nizov ima dve obliki, ki se razlikujeta po številu tesnih nalog in času reševanja  (TN-20 in TN-10). Obe sta primerni za hitro in razmeroma grobo oceno splošne intelektualne ravni, sta praktični za uporabo in relativno prosti kulturnih vplivov. Glede na svojo dolžino imata zadovoljive merske karakteristike.
Čas reševanja daljše oblike testa (TN-20) je 20 minut, krajše oblike (TN-10) pa 10 minut. Oblika TN-20 ima 45 testnih nalog, TN-10 pa 30 testnih nalog. Obe obliki imata na začetku 1 rešen primer in 4 naloge za vajo. V vsaki testni nalogi je na levi strani niz 15 likov, na desni strani pa pet predlaganih odgovorov, med katerimi je samo en tak, ki niz pravilno nadaljuje. Posamezniki jih označujejo z obkroževanjem na samem testnem listu.
Test nizov je mogoče uporabljati individualno ali skupinsko. Če ga uporabljamo skupinsko, pazimo, da skupina ni prevelika, da je vsakemu zagotovljeno samostojno delo. V primeru skupinske aplikacije lahko uporabimo enakovredni paralelni obliki testa (A in B).
Test vrednotimo s priloženo šablono. Seštejemo število pravilnih odgovor in od njih odštejemo četrtino napačnih odgovorov, s čimer korigiramo ugibanje posameznikov.

## Merske karakteristike
Pri pazljivi aplikaciji testa je lahko njegova objektivnost popolna. V kolikor se testator drži navodil iz priročnika in je za delo dovolj izkušen, testni rezultat in odvisen od testatorja.
Medianski korigiran indeks težavnosti oblike TN-20 je 0,51, kar pomeni, da ima test dobro razmerje med lahkimi in težkimi nalogami. Tudi težavnost oblike TN-10 je dobra, saj indeks znaša 0,48.
Zanesljivost testa je bila ocenjena z metodami interne konsistentnosti in z metodo retesta. Zanesljivost oblike TN-20 je med 0,86 in 0,90, oblike TN-10 pa med 0,82 in 0,84.
Rezultati analiz kažejo, da Test nizov v prvi vrsti meri fluidno inteligentnost, a ima v sebi tudi nekaj perceptivne in specialne komponente. Na rezultat na testu vplivajo v prvi vrsti sposobnost odkrivanja odnosov in zakonitosti, dober delovni spomin, hitrost obdelave informacij, hitrost percepcije in sposobnost rotiranja likov.